# Тервінги
Тервінги (Thervingi, Tervingi, Teruingi) — готське плем'я, що мешкало на Дунайській рівнині на заході від річки Дністер у 3-ому та 4-ому сторіччях. Вони мали тісні контакти з гревтунгами, іншими готськими племенами, що жили на схід від Дністра, а також пізньою Римською імперією (або ранньою Візантією). Археологічно вони, як і гревтунги, відповідають Черняхівській культурі.

## Етимологія
Назва «тервінги» («Thervingi») може означати «лісові люди». Таке припущення підтримує те, що географічні назви зазвичай використовувались аби відрізняти людей, що проживали на північ від Чорного моря, як до, так і після готського поселення в цих краях, а також відсутність свідчень вживання парних назв тервінги-гретувінги до кінця третього сторіччя. Назва тервінги може мати допонтійське, скандинавське походження.

## Історія

### Рання історія
Згадка про тервінгів як про окремий народ уперше з'явилася в історії при описі подій 268 року, коли вони вторглися у Римську імперію. Це вторгнення охопило римські провінції Паннонія та Іллірик і навіть безпосередньо Італію. Проте, неподалік від сучасного кордону Італії зі Словенією тервінги зазнали поразки. Упродовж наступних трьох років вони були витіснені до річки Дунай завдяки кільком кампаніям імператорів Клавдія II-ого та Авреліана. Проте, вони укріпилися у Дакії, яку Авреліан покинув у 271 році.

### Перша згадка
Згадка про розділ готів на остготів і вестготів датується 291 роком. Тоді ж уперше згадуються і тервінги. Вони фігурують у панегірику імператора Максиміан (285—305), доставленому приблизно 291 року в Трір. Традиційно авторство панегірика приписувалося Клаудісу Мамертінусу, який говорить, що «тервінги, ще один різновид готів» (Tervingi pars alia Gothorum) приєдналися до тайфалів для нападу на вандалів та гепідів. Термін «вандали» можливо, був помилково вжитий замість «віктохалів», оскільки близько 360 року історик Евтропій повідомляє, що Дакія була того часу населена тайфалами , віктохалами та тервінгами. У 332 році перший відомий король тервінгів (вестготів) Аріаріх уклав договір з імператором Костянтином I.

### Готська Війна (367—369)
У 367 році Римський Імператор Валенс нападає на тервінгів, що були на північ від Дунаю. Проте він зумів завдати їм безпосередньої поразки, оскільки, вочевидь, велика частина готів відступила до Montes Serrorum, які є, ймовірно, південними Карпатами. Амміанус Марцеллінус говорить, що Валенс не міг знайти, з ким боротися і навіть припускав, що всі вони втекли, охоплені жахом, до гір. Наступного року повідь на Дунаї завадила римлянам перейти річку. У 369 році Валенс пройшов глибоко у території готів, виграючи у низку сутичок з гревтурингами (і, можливо, тервінгами). Мир був укладений згодом.

### Готська Війна (376—382)
Тервінги залишилися у західній Скіфії (ймовірно сучасна Молдова та Валахія)[джерело?] до 376 року, коли один з їхніх лідерів, Фрітігерн (Fritigern), звернувся до римського імператора Валенса з проханням дозволити йому поселитися зі своїми людьми на південному березі Дунаю. Тут вони сподівалися знайти захист від гунів. Валенс дозволив це. Проте розпочався голод, а Рим не мав бажання забезпечувати терувингів харчами, як наслідок, вибухнуло відкрите повстання, яке призвело до розграбування і руйнації Балкан, смерті римського імператора і руйнівних змін у римській армії.
Битва при Адріанополі 378 року стала вирішальною. 9 серпня 378 р. імператор Валент зазнав у битві під Адріанополем страшної поразки і сам загинув на полі бою в рядах легіонів Маттіаріїв та Ланциаріїв. Його тіло так і не було знайдено. Це  сколихнуло римській світ і, врешті-решт, змусило римлян розпочати переговори й оселити варварів на римській землі, що було новою тенденцією з далекодосяжними наслідками для Римської імперії.

## Археологія

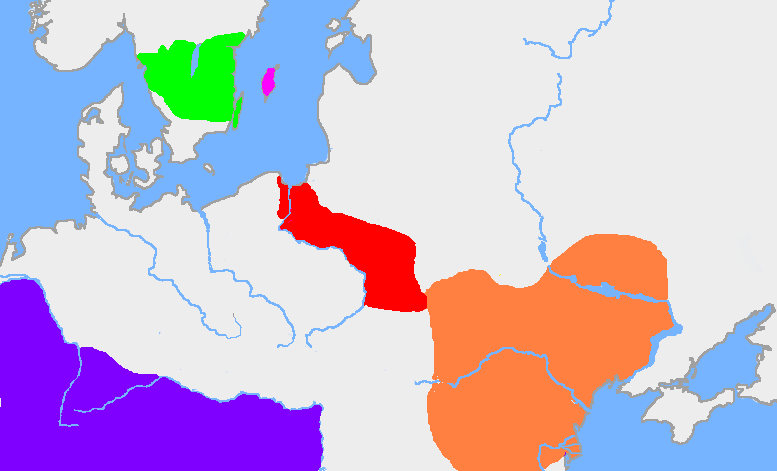
традиційний Готланд Götaland
острів Готланд
Вельбарська культура у ранньому 3-ому тисячоріччі
Черняхівська культура, в ранньому 4-ому тисячоріччі
Римська Імперія

Географічна область того часу, гревтунги та їхні сусіди тервінги відповідають Черняхівській археологічній культурі.

### Зразки поселення
Черняхівський кластер поселень знаходився на безлісих просторах в річкових долинах. Люди жили в землянках, будували приміщення для худоби. Найбільш відоме поселення Будешти має площу 35 гектарів. Більшість поселень відкриті і неукріплені, але також відомі деякі укріплення[джерело?].

### Методи поховання
Кладовища відомі більше, ніж поселення. Кладовища черняхівців включають як кремацію, так і поховання, де головою померлого кладуть на північ. Деякі могили були порожні. Вагомі речі часто включають кераміку, костяні гребені, і залізні інструменти, але майже ніколи жодної зброї.

## Релігія
Початкова релігія тервінгів невідома. Християнство потрапило до тервінгів завдяки римському в'язню. Поширення його відбувалося доволі швидко. Декілька королів тервінгів та їхніх прибічників, втім, переслідувалися тервінгами-нехристиянами, багато хто з них, втік до Мезії у Римській імперії. Ульфіла переклав Біблію готською мовою протягом цього вигнання.
Оселившись у Дакії, тервінги християнізувалися у «аріанство», відгалуження християнства, яке вважала Ісуса нижчим від Бога Отця у Святій Трійці. Ця віра суперечила принципам католицизму, який досяг релігійної монополії в пізньому 4-му і 5-му столітті.

## Мова
Тервінги, мабуть, розмовляли готською мовою. Це припущення підтверджене найкраще, хоча існують свідчення, що в регіоні використовувалися й інші мови.

## Відношення до вестготів
Питання щодо ототожнення вестготів з тервінгами та гревтунгів з остроготами ширико дискутується в академічних колах. За твердженням Нервіга Хофрама, первинні джерела по різному використовували термінологію тервінги/гревтунги або вест/остготи і ніколи не змішували пари. Те, що тервінги були візіготами та гревтурінги — остроготами, також підтримує Йордан. Він ідентифікував королів вестготів Аларіха I до Аларіха II як спадкоємців тервінгського короля четвертого століття Атанаріха, а королів остроготів від Теодоріха Великого до Тодахада як спадкоємців короля гревтунгів Ерманріха. Ця інтерпретація, проте, хоча й є основною серед учених сьогодні, не універсальна.
Хервіг Вольфрам приходить до висновку, що терміни тервінги та гревтунги були географічними ідентифікаторами, які племена використовували, щоб описати одне одного. Ця термінологія вийшла з вжитку після того, як готи були витиснені гунськими завоюваннями. Крім того, він вважає, що терміни «Vesi» і «Ostrogothi» використовувалися, аби хвальковито описати себе. Тому, тервінги назвали би себе везі.
Назви гревтунги та тервінги вийшла з ужитку незабаром після 400 року. Взагалі, термінологія розділених готів зникла поступово після того, як вони увійшли у Римську Імперію.

## Лідери

### Язичницькі королі
- Атанаріх (369—381)
- Ротестеус (під королем)[18]
- Вінгурік (під королем)[19]

### Бунтівні лідери
- Алавівус (c.376)
- Фрітігерн (c.376-c.380)